# Batu (Indonesia)
Batu (Kota Batu) è una città dell'Indonesia, situata nella provincia di Giava Orientale.